# Arcebispado de Riga
O Arcebispado de Riga (latim: Archiepiscopatus Rigensis, Plattdeutsch: Erzbisdom Riga) foi um arcebispado independente fundado em 1255. 

## Arcebispos de Riga
Os arcebispos foram os governantes seculares de Riga, a capital da Livônia (atual capital da Letônia). O título foi extinto em 1561 devido à conversão do território da Ordem da Livônia do Catolicismo para o Luteranismo. A sé foi restaurada como um bispado da Igreja Católica em 1918 e elevado a arcebispado em 1923.

## Bispos e Arcebispos de Riga

### O Bispado de Riga (Livônia), 1186-1255
- Meinhard, 1186 - 1196
- Berthold, 1196 - 1198
- Alberto de Buxhoeveden, 1199-1229
- Nikolaus von Nauen 1229 - 1253

### OArcebispado de Riga, 1255-1561
- Albert Suerbeer 1245 - 1273
- Johannes I von Lune, 1273 - 1284
- Johannes II von Vechten, 1285 - 1294
- Johannes III von Schwerin, 1294 -1300
- Isarnus Takkon, 1300 - 1302
- Jens Grand, 1303 – 1310 (titular, nunca esteve em Riga)
- Friedrich von Pernstein, 1304 - 1341
- Engelbert von Dolen, 1341 - 1347
- Bromhold von Vyffhusen, 1348 - 1369
- Siegfried Blomberg 1370 - 1374
- Johannes IV von Sinten, 1374 - 1393)
- Johannes V von Wallenrodt, 1393 - 1418
- Johannes VI Ambundi, 1418-1424
- Henning Scharpenberg, 1424-1448
- Silvester Stodewescher, 1448-1479
- Sede Vacante (cargo vago), 1479-1484
- Michael Hildebrand, 1484-1509
- Jasper Linde, 1509-1524 (devido à deflação, nenhuma moeda foi cunhada durante o reinado de Jasper Linde)
- Johannes VII Blankenfeld, 1524-1527 (devido à deflação, nenhuma moeda foi cunhada durante o reinado de Johannes VII Blankenfeld)
- Thomas Schoning, 1528-1539
- Wilhelm von Brandemburgo, 1539-1563

### Restauração do Bispado de Riga, 1918-1923
- Eduard Graf O'Rourke, 1918-1920

### Arcebispado de Riga, 1923-até o presente
- Antonijs Springovičs, 1920-1958
- Sede Vacante (cargo vago), 1958-1991
- Jānis Pujāts, 1991-2010
- Zbigņev Stankevičs, 2010 - atualmente

## A cunhagem de moedas
Os Arcebispos de Riga foram inovadores no campo da cunhagem de moedas, reutilizando técnicas abandonadas desde a queda de Roma. Os nomes dos arcebispos depois de 1418, bem como os anos de seus respectivos reinados, estão estampados nos pennies da Livônia encontrados em escavações de sítios arqueológicos; em muitos casos, este é o único dado biográfico disponível. De entre os pennies da Livônia encontrados, nenhum é anterior ao ano de 1418.
Mais informações sobre a importância do Arcebispado de Riga na história da cunhagem de moedas estão disponíveis em Numismática Medieval da Livônia por William Urban.